# Laetesia nornalupiensis
Laetesia nornalupiensis is een spinnensoort in de taxonomische indeling van de hangmatspinnen (Linyphiidae).
Het dier behoort tot het geslacht Laetesia. De wetenschappelijke naam van de soort werd voor het eerst geldig gepubliceerd in 1976 door Jörg Wunderlich.